# Вайнхофен, Джона
Джона Вайнхофер — австралийский музыкант, в настоящее время гитарист и вокалист австралийской металкор-группы I Killed the Prom Queen. В прошлом был гитаристом групп Bring Me the Horizon и Bleeding Through.

## I Killed The Prom Queen (2000—2007, 2013 — 2017)
I Killed The Prom Queen начиная с момента основания группы в 2000 году до распада в 2007. Он основал группу вместе с барабанщиком ДжейДжей Питерсом и играл на всех релизах группы. Джона стал известен благодаря своей техничной игре на гитаре, а также различным выходкам на сцене, таким как забирание на различные объекты. Группа выпустила две пластинки, один EP, сплит, демо и живой диск. Они ненадолго воссоединились в 2008 году на «Say Goodbye» тур. Вайнхофен был их менеджером в 2004—2007 гг. О том, что группа всё таки воссоединится постоянно говорят фанаты, но сейчас у всех участников есть свои проекты, поэтому нельзя было это утверждать. В 2010 году группа заявила на своей официальной страничке Tinder, что группа может в течение года собраться вместе и выпустить альбом. Однако Джона заявил на своей страничке Myspace, и несколько в Twitter, что сейчас он слишком занят, чтобы участвовать в возвращении I Killed The Prom Queen.

## Bleeding Through (2007—2009, 2017—н.в )
После ухода вокалиста Эда Батчера из I Killed Prom Queen, Вайнхофен был приглашен в калифорнийскую группу Bleeding Through после того, как оттуда ушёл гитарист Скотт Данох. Джона играл на альбоме Declaration, а также участвовал в их видео Death Anxiety и Germany. Он покинул группу в 2009 году из-за тоски по дому и недовольства жизнью в Америке. Вайнхофен позже заявил, что он гордится всем тем, что он осуществлял с Bleeding Through, и что приобрел много опыта с этой группой.

## Bring Me The Horizon (2009 — 2013)
После ухода Кёртиса Уорда из британской группы Bring Me The Horizon в марте 2009 года они остались без второго гитариста. В марте 2009 года, Джона был приглашен в качестве гитариста на тур. В июле 2009 лидер группы Оливер Сайкс в интервью подтвердил, что Вайнхофен становится постоянным членом группы. Он был показан в видео на песню «The Sadness Will Never End», который был выпущен после ухода Кертиса Уорда. В октябре 2010 Bring Me The Horizon выпустили первый альбом с новым гитаристом, пластинка называется «There Is a Hell, Believe Me I've Seen It. There Is a Heaven, Let's Keep It a Secret».

15 января 2013 Джона в своем твиттере объявил, что он больше не участник Bring Me the Horizon. Причиной ухода являются разногласия с некоторыми членами группы, чьи имена не афишируются.